# クローンズ
『クローンズ』（Multiplicity）は1996年のアメリカ合衆国のSFコメディ映画。監督はハロルド・ライミス、出演はマイケル・キートンとアンディ・マクダウェルなど。クローン人間を題材にしている。

## ストーリー
工務店の現場監督を務めるダグは仕事が多忙のため、妻のローラと2人の子供たちの相手ができずに困っていた。さらにローラは自分も働きたいと言い出して、ダグはますます窮地に陥る。
そんなある日、ダグは研究所の工事現場で遺伝子工学者のリーズ博士と知り合う。博士の「クローン技術でもう一人の自分を作れば、ゆとりが生まれる」という提案に飛びつき、自分の姿と記憶がコピーされたクローン人間2号を作る。ダグは2号に仕事を任せて家事に取り組むが、これが思わぬ騒動を生んでしまう。

## キャスト
ダグ・キニー
演 - マイケル・キートン、日本語吹替 - 安原義人
工務店の現場監督。
ローラ・キニー
演 - アンディ・マクダウェル、日本語吹替 - 高島雅羅
ダグの妻。
ザック・キニー
演 - ザック・デュハム、日本語吹替 - 大谷育江
ダグとローラの息子。
ジェニファー・キニー
演 - ケイティ・ショロスバーグ、日本語吹替 - こおろぎさとみ
ダグとローラの娘。
リーズ博士
演 - ハリス・ユーリン、日本語吹替 - 池田勝
遺伝子工学者。
デル・キング
演 - リチャード・メイサー、日本語吹替 - 麦人
ダグが勤める工務店の社長。
ヴィック
演 - ユージン・レヴィ、日本語吹替 - 広瀬正志
左官屋。時間にルーズ。
ノリーン
演 - アン・キューザック、日本語吹替 - 渡辺美佐
ダグの同僚女性。
テッド
演 - ジョン・デ・ランシー、日本語吹替 - 仲野裕
ダグの同僚。ダグをライバル視。

## 作品の評価
Rotten Tomatoesによれば、47件の評論のうち高評価は45%にあたる21件で、平均点は10点満点中5.5点、批評家の一致した見解は「このハイコンセプトな試みは、コメディにマイケル・キートンが実は多すぎることを証明しているに過ぎない。」となっている。